# معتز جنیدی
معتز جنیدی (انگلیسی: Mootaz Jounaidi؛ زاده ۲۶ سپتامبر ۱۹۸۶) یک بازیکن فوتبال است.
وی همچنین در تیم ملی فوتبال لبنان بازی کرده است.